# 대체접합
대체접합(영어: alternative splicing)은 유전자의 전사 과정에서 특정 엑손이 제외된 상태에서 최종 mRNA의 가 생성되는 유전자 접합을 말한다. 이것은 접합되는 과정에서 생기는 유전적 변이체의 생성을 의미한다. 
2021년 코로나바이러스 백신중의 아스트라제네카의 백신이 혈전 부작용을 일으키는 기작으로 대체접합이 설명이 된다. 면역을 일으키는 백신인 항원의 종류가 원하는 한개가 아니라, 대체접합이 일어나서, 여러개가 생길수 있고, 그중에서 표면에 붙는 단백질 부분이 떨어져 나간 핏속에서 돌아다니는 항원단백질이 만들어져서, 이것이 새로 생긴 항체와 결합을 혈관과 장기 일부에서 하게 되어, 혈전을 일으킬수 있다는 가설이 제시되었다.

## 같이 보기
- 스플라이스 변이체